# Albert Mosse
Isaac Albert Mosse (* 1. Oktober 1846 in Grätz, damals Provinz Posen in Preußen; † 31. Mai 1925 in Berlin) war Jurist, Oberlandesgerichtsrat und Rechtsberater der Meiji-Regierung in Japan.

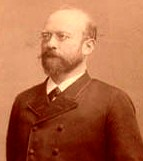
Albert Mosse

## Leben und berufliche Entwicklung
Albert Isaac Mosse wurde am 1. Oktober 1846 als siebtes Kind des kinderreichen Arztes Dr. Marcus Mosse (1807–1865) und seiner Ehefrau Ulrike gebn. Wolff (1816–1888) in Grätz – damalige preußische Provinz Posen – geboren. Er hatte noch 13 Geschwister, die miteinander in stetiger Hilfsbereitschaft und Solidarität untereinander aufwuchsen. Der Vater war jüdischer Abstammung und hatte seinen bisherigen Familiennamen Moses 1828 in Mosse umändern lassen. In Grätz gehörten sie zu einer anerkannten und geachteten Familie, die großen Wert auf die Bildung und berufliche Ausrichtung ihrer Kinder legten. In diesem Zusammenhang gehörte es zu einer Selbstverständlichkeit, dass die älteren Geschwister ihre Jüngeren sozusagen „unter die Fittiche nahmen“ und ihnen Unterstützung bei den ersten Schritten ins spätere Berufsleben gaben. Sein älterer Bruder war der Berliner Verleger Rudolf Mosse (1843–1920). Albert Mosse besuchte die Gymnasien in Lissa und in Goben.
Sein Studium begann er im Jahre 1865 an der Friedrich-Wilhelms-Universität zu Berlin Jura und legte die beiden juristischen Staatsprüfungen (1868 bzw. 1873) ab. Nach Bestehen der Referentarprüfung 1868 trat er als Gerichtsauskultator in den preußischen Staatsdienst ein. Seine berufliche Ausbildung wurde durch den Krieg 1870 bis 1871 unterbrochen. Hier war er freiwilliger Kriegsteilnehmer des Deutsch-Französischen Kriegs und setzte unmittelbar danach seine Ausbildung fort. Im Jahre 1873 wurde er Gerichtsassessor und 1875 Hilfsrichter beim Stadtgericht in Berlin. Ein Jahr darauf wurde er Kreisrichter am Kreisgericht Spandau und wechselte 1879 als Stadtrichter nach Berlin. Zum Amtsrichter wurde er im selben Jahr ernannt. Bereits zu diesem Zeitpunkt hatte er sich auf das deutsche Staats- und Verwaltungsrecht spezialisiert. Kurze Zeit darauf wurde Mosse 1885 schließlich Landrichter und 1888 zum Landgerichtsrat ernannt.
Im Jahre 1883 heiratete er Caroline Meyer (1859–1934), genannt Lina. Aus der Ehe gingen die Kinder: Walter Mosse (1886–1973), ein Rechtsanwalt und Justiziar, Hans Mosse (1888–1916), geboren in Tokio und Jurist, Martha Mosse (1884–1977) Dr. jur. und sie war die erste Polizeirätin Preußens, Erich Peter Mosse (1891–1963), Dr. med. und Schriftsteller, Dorothea verh. Panofsky (1885–1965) hervor.

## Unterstützung Japans in der Zeit der Meiji-Reformen
Auf Anraten seines Lehrers Rudolf Gneist (1816–1895), mit dem ihn eine enge freundschaftliche Beziehung über das Studium hinaus verband, hatte Albert Mosse Mitte der 1870er Jahre Kontakt zur japanischen Botschaft in Berlin aufgenommen. Hier hielt er regelmäßig Vorträge über das öffentliche deutsche Recht. Auf Empfehlung der preußischen Regierung hatte sich daraus eine ständige Institution entwickelt, die dazu führte, dass er gezielt japanische Diplomaten und Juristen in Berlin durch Vorträge und Unterweisungen in das deutsche Staats- und Verwaltungsrecht einführte. Als die japanische Regierung für die Umsetzung eigener rechtlicher Reformbestrebungen gezielt einen deutschen Experten mit Sachkenntnissen zur preußisch-deutschen Rechtsordnung suchte, war die Wahl auf ihn gefallen. Im Frühjahr 1886 reiste Albert Mosse, zusammen mit seiner Familie, auf Einladung der japanischen Regierung nach Tokio. Der Vertrag für den Aufenthalt war vorerst für 3 Jahre geschlossen worden.
Auslöser dieses Auftrages war der japanische Staatsrat und Fürst Itō Hirobumi (1841–1909), der als Verehrer des Freiherren Heinrich Friedrich Karl vom und zum Stein (1757–1831) entschlossen war, das japanische Staats- und Verwaltungsrecht nach deutsch-preußischem Vorbild zu modernisieren. Als direkter Ansprechpartner stand auf japanischer Seite der Innenminister Yamagata Aritomo zur Verfügung, dessen Berater Hirata wiederum selbst ein früherer Schüler von Rudolf Gneist war. Im Mai 1886 erreichte Albert Mosse Tokio und beschäftigte sich zuerst mit den vorgefundenen Rahmenbedingungen und Anforderungen. Auf dieser Grundlage fertigte einen Entwurf der möglichen Schwerpunkte rechtlicher Themen an. Als Kenner der Rechtsauffassungen und Rechtsrealität in Deutschland verstand er es gut, die für eine mögliche Übernahme in Japan am besten geeigneten Rechtsnormen und Artikel der geltenden Gesetzgebung zu Hause auszuwählen und erste Anpassungsvorschläge zu unterbreiten. Im April 1888 wurde vom japanischen Parlament das Gesetz über die japanische Gemeinde-, Kreis- und Präfekturordnung offizielle verkündet. Damit konnte Albert Mosse direkt Einfluss nehmen auf die fast gleichzeitig eingeführte japanische Gemeinde-, Kreis- und Provinzialordnung. Bis Mai 1889 waren die wichtigsten verfassungsbezogenen Fragen geklärt und die Meiji-Verfassung am 11. Februar 1889 feierlich verabschiedet. Mit diesem entscheidenden Schritt war der Freiraum vorhanden, dass Albert Mosse an die unterstützende Arbeit zur Revision der ungleichen, in den 1860er Jahren geschlossenen internationalen Verträge gehen konnte. Mit der Neuausgestaltung der internationalen Verträge gelang es Japan dann endlich wieder Anschluss an die Weltentwicklung zu finden.
Auf Grund der sich außerordentlich günstig und als nutzbringend erweisenden Gestaltung der Zusammenarbeit wurde der geschlossene Vertrag bis 1890 verlängert. Die Arbeitsthemen wurden noch erweitert auf das japanische Post- und Presserecht, die Ausländergerichtsbarkeit und das Strafrecht. In dieser Zeit hielt Albert Mosse Kontakt in die Ministerien und beriet fast alle japanischen Minister in Fragen der Rechtsanwendung und bei schwierigen Fragen der Rechtsauslegung. Darunter auch der von ihm hochgeschätzte japanische Außenminister Aoki Shūzō (1844–1914). Dabei erwarb er sich dauerhaftes Ansehen und war in dieser entscheidenden Phase der Reformentwicklung der einflussreichste ausländische Berater der japanischen Regierung. Für seine Leistungen wurde er auf Anregung des deutschen Gesandten in Tokio, Theodor von Holleben für seine Verdienste um die Gestaltung der „Grundzüge des japanischen Staatslebens nach deutschem Muster“ 1890 als erster jüdischer Jurist in Deutschland zum Oberlandesgerichtsrat ernannt. Kurz vor seiner Abreise aus Japan und auch noch von Deutschland aus kümmerte er sich dann um die Weiterführung des Handelsrechtskommentars von Felix Litthauer bis 1925.
Noch während seines Aufenthaltes in Japan wurde am 27. Dezember 1888 der Sohn Hans Mosse in Tokio geboren.

## Fortsetzung der beruflichen Laufbahn nach der Rückkehr aus Japan
Ende 1890 kehrte Albert Mosse mit seiner Familie nach Deutschland zurück. Er ließ sich als Staatsanwalt in Königsberg nieder. Und hier erfolgte auch 1901 seine Ernennung zum Geheimen Justizrat. 1903 erhielt er die Ehrendoktorwürde der Universität Königsberg, wo er im Folgejahr Honorarprofessor für Zivilverfahrensrecht und Handelsrecht wurde. Mehrfach bemühte er sich vergeblich um eine Rückversetzung nach Berlin, hier bestand sein Wunsch eine Stelle am dortigen Kammergericht zu bekommen. Aus Verärgerung gab er 1907 seinen Gerichtsposten auf, weil er aufgrund seiner jüdischen Abstammung bei einer Beförderung übergangen worden war. Demonstrativ zog er nach Berlin und nahm eine unbesoldete Stelle als Stadtrat an. Hier stritt er über 10 Jahre erfolgreich für die Belange der Stadt Berlin. Albert Mosse kümmerte sich um öffentliche Angelegenheiten, besonders in den Bereichen des Stiftungswesens, der Feuersozietät, ab 1914 die Kriegshilfe sowie der Verkehrs- und Hochbaudeputation. Als Verkehrsdezernent und juristischer Berater der Stadtverwaltung lagen ihm vor allem die vertragliche Gestaltung der Eingemeindung von Orten in das Stadtgebiet von Berlin am Herzen. Er wurde in den Deutschen Städtetag berufen und gehörte hier dem Vorstand an. Ab 1911 bearbeitete er vorrangig Themen des Straßenbahnwesens und der Elektrizitätsversorgung der Stadt Berlin. Für seine Verdienste um die Stadt Berlin wurde er am 11. April 1919 zum Stadtältesten von Berlin ernannt.
Aktiv beteiligte er sich auch am Leben der jüdischen Gemeinde Berlins. Hier wirkte er als Mitglied des Vorstandes und als Vorsitzender des Kuratoriums der Hochschule für die Wissenschaft des Judentums in Berlin. Lange Jahre war er der Vizepräsident des 1904 gegründeten Verbandes deutscher Juden (VdJ).
Am 30. Mai 1925 verstarb Albert Mosse in Berlin.

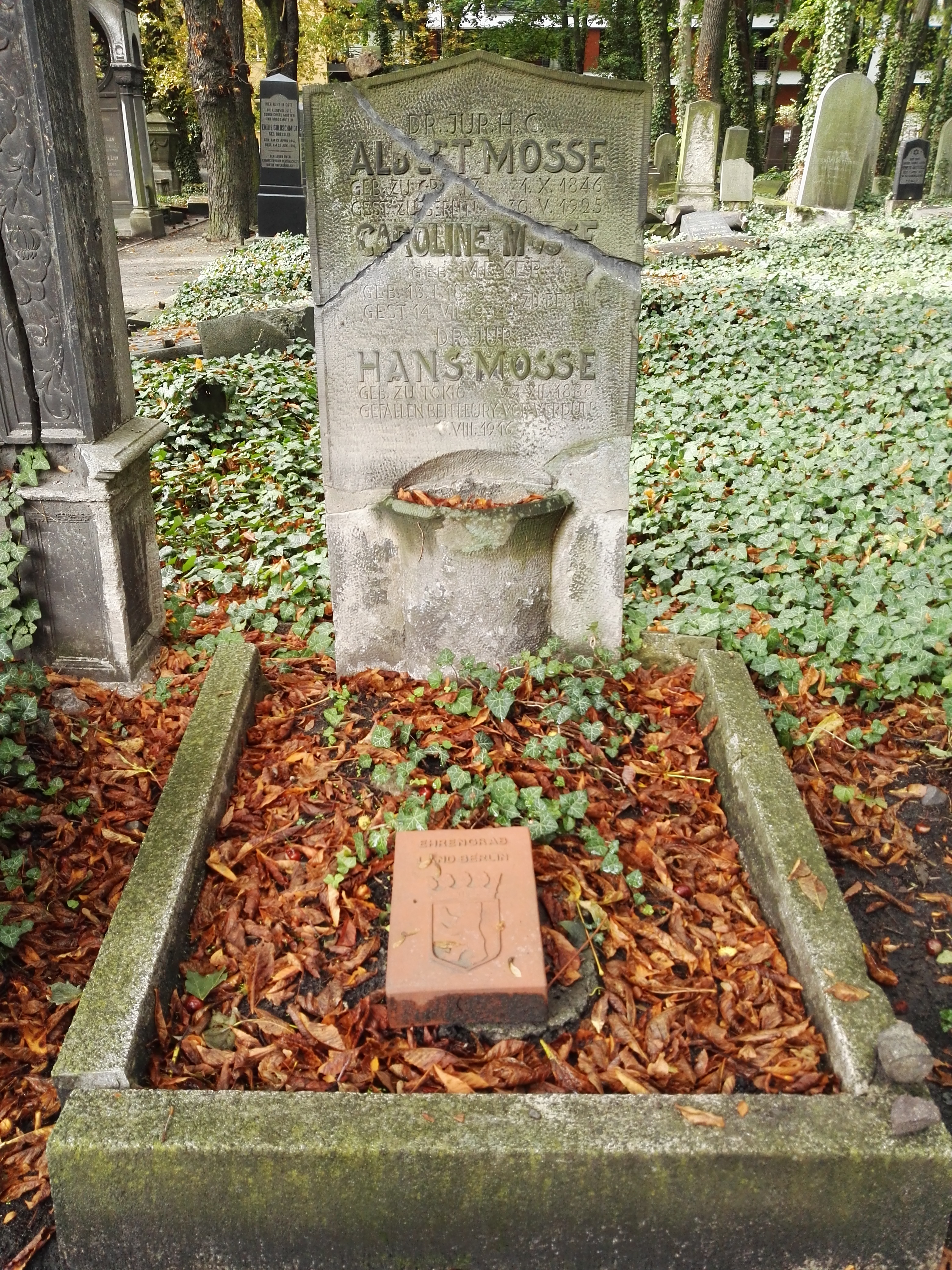
Grabstätte von Albert Mosse auf dem Berliner Friedhof in der Schönhauser Allee

Er wurde auf dem Jüdischen Friedhof Schönhauser Allee in Berlin bestattet. Sein Grab ist als Ehrengrab der Stadt Berlin gekennzeichnet.

## Nachwirken
Albert Mosses Ansehen in Japan war so groß, dass in der Zeit der Hitler-Diktatur auf Grund des Bemühens und der Intervention von Japanern das Leben seiner ältesten Tochter Martha Mosse gerettet werden konnte. Im offiziellen Auftrag der japanischen Regierung wurde in dieser Zeit ein Kranz auf Mosses Grab auf dem Berliner Friedhof Schönhauser Allee gelegt.

## Werke
- Handelsgesetzbuch. (Ohne Seerecht.) Mit den ergänzenden Vorschriften des Bürgerlichen Gesetzbuchs und einem Anhang, enthaltend das Einführungsgesetz ... Nebst Erläuterungen. Begr. von F[elix] Litthauer. Neu bearb. von A[lbert] Mosse. 16. Aufl. Guttentag, Berlin & Leipzig 1920. (Neudruck 1925.) Seit der 13. Aufl. 1905 hrsg. von A. Mosse; fortges. in der 17. Aufl. 1925 von Ernst Heymann.
- Der Gesetzentwurf betr. Aenderung des § 63 HGB. In: Deutsche Juristenzeitung 12 (1907), Sp. 1293–1298. ZDB-ID 2173669-8. Online.
- Der Entwurf eines Reichsgesetzes „über die durch innere Unruhen verursachten Schäden“. In: Deutsche Juristenzeitung 24 (1919), Sp. 711–716. ZDB-ID 2173669-8. Online.